# My Fare Lady
My Fare Lady é o décimo quarto episódio da vigésima sexta temporada do seriado de animação de comédia de situação The Simpsons, e foi exibido originalmente na noite de 15 de Fevereiro de 2015 pela Fox Broadcasting Company (FOX) nos Estados Unidos. Este é o primeiro episodio na história da serie onde Bart não tem nenhuma fala.

## Enredo
Marge torna-se uma motorista depois de se cansar de ser chofer de seus próprios filhos ao redor. Enquanto isso, Moe se torna zelador da Usina Nuclear.

## Recepção

### Audiência
De acordo com o instituto de medição de audiências Nielsen Ratings, o episódio foi visto originalmente por 2,67 milhões de pessoas e recebeu uma quota de 1,1/3 na demográfica de idades 18-49. O show foi o mais visto da FOX naquela noite, contudo, obteve recorde negativo de audiência, que pertencia ao episódio Diggs, exibido na vigésima quinta temporada, com 2,69 milhões de pessoas.

### Avaliação Crítica
Dennis Perkins, do "The A.V. Club", deu ao episódio um B, dizendo "A performance vai um longo caminho em Os Simpsons. "My Fare Lady" fica fora de foco, como muitos episódios posteriores e com base, em parte, em torno de um modismo esquecível, mas é graças, no entanto, do entretenimento em grande parte do Hank Azaria que temos o bom desempenho do barman menos favorito de todos, Moe."